# Paul Albarel
Paul Albarel, né le 11 décembre 1873 à Saint-André-de-Roquelongue, mort le 15 juillet 1929 à Montpellier, est un félibre et un écrivain occitan, auteur de nombreuses poésies et pièces de théâtre. Il a utilisé les pseudonymes suivants : Jan de la Roco, Balin Balan, Jan de la Pineda, Ravaillant, Lou Bascalaire, Lou Piuletaire.

## Biographie
Après des études au petit séminaire de Narbonne, Paul Albarel fait des études de médecine à Montpellier. Il s'installe à Carcassonne puis à Névian. En 1902, ses premiers poèmes sont édités par La Terra d'oc à Toulouse. En 1911, il figure parmi les fondateurs de la revue occitane La Cigalo Narbouneso. Il est nommé maître en Gai Savoir du Félibrige en 1911, et syndic de la maintenance du Languedoc en 1912. Pendant la Première Guerre mondiale, il est médecin-major à Salonique. Il signe des articles dans L'Ecò dou bousquetoun, journal de tranchée de la Grande Guerre La guerre terminée, il s'installe à Narbonne et est élu majoral du félibrige au consistoire de Marseille en 1918.
Il est enterré à Névian.

### Source
- Joseph Salvat, Le docteur Paul Albarel, majoral du félibrige, Société d’Éditions Occitanes, 1929

## Œuvres

### Pièces
- L’esprit tustaire, Toulouse , Berthomieu, 1903.
- Bibo lo Vi !, farcejado en 1 atte, en bersses narbouneses, Toulouse, impr. de G. Berthoumieu, 1904. In-12, 23 p.
- Margarideto, coumedio en 3 attes, en bersses narbouneses... Toulouse, impr. de G. Berthoumieu, 1905. In-16, 80 p.
- La Repoutegairo, Pastouralo, id. 1909.
- Lou Pauras, seno de vendemios Narbonne , Vinches, 1913.
- Rebiro Marioun, La Taco de familho, Narbonne, Brieu, 1922.
- La femno mudo, Narbonne , Brieu, 1922.
- La Lengo mairalo, Narbonne, Brieu, 1924.
- L’airetage, Narbonne, Brieu, 1925.
- Viva lo vin ! farcejada en un acte, [Carcassonne, Institut d'estudis occitans, 1996, illustrations Pierre Dantoine (1884-1955)

### Contes
- Requies Catin pace, Illustration de Gaston Cugnenc. Béziers, Impr. Moderne, In-8°, 35 p. s. d.
- Lou Ministre, Narbonne, A. Brieu, In-8°, 4 p. s. d.
- Amat de Rocoloungo, Las Carmanholos de Saupiquet, La fieiro de Sant Coucounil, Las anguialos de la menino, Narbonne , Brieu, 1927.
- Counte de Nadal, Nadal de Medecis, Nadal dal pastre, Nadal d’aucels.

### Légendes
- Lou seti de Narbouno – Ourioundo, legendo narbouneso, Narbonne , Vinches, 1913
- Lou Trauc de la Fado, legendo narbouneso – Lous Ulhals de Mountlaures, legendo narbouneso, Narbonne , Brieu, 1921.
- La mort d’Amalric, Lous filhs D’Aimeric, Pireno, legendo narbouneso, Narbonne , Brieu, 1927.
- Gvendic, legendo narbouneso, de l'epoco gallo-roumano, Narbonne, A. Brieu, In-8°, 19 p. 1924.

### Histoire – Littérature
- « Narbouno en 1632 », La Cigalo Narbouneso, N° 121, mars 1928.
- « La darnièro proucessiu al pouts de Sant Sigismound », La cigalo Narbouneso, N° 136, juin 1929.
- « Pichoto istorio de la literaturo miechjournalo », La Cigalo Narbouneso, de 1926 à 1929, (N° 135).
- L'inventeur du sermon du « curé de Cucugnan », Narbonne, A. Brieu. In-8°, 14 p. 1927.

### Poésies
- Lous Meses, Narbonne , Toulouse, impr. de G. Berthoumieu, 1905. In-16, 80 p.
- La Vouès de la Pinedo, Narbonne, estampe. F. Caillard, 1914. In-8°, XIII-205 p.,
- A Moulièro, Narbonne , A. Brieu, 1922.
- Lou Camin de la Croutz, Narbonne , A Brieu, 1927.
- Pastouralo, Toulouse, La Terro d'oc, In-8°, 15 p. 1909.

## Œuvre en ligne
- La taca de familha